# Dave Padden
David James Padden (13 de febrer de 1976) és un cantant i guitarrista canadenc. És conegut per haver estat el cantant del grup de thrash metal Annihilator, després d'unir-se al grup l'estiu del 2003, fins al 2014.

## Annihilator
Jeff Waters (guitarrista i creador d'Annihilator) va contractar-lo el juny de l'any 2003 com a cantant, després que l'anterior cantant del grup —Joe Comeau— deixés Annihilator. Tot i que quan Padden va conèixer Waters no era cantant sinó guitarrista, Waters el va sentir cantar algunes cançons d'Annihilator i va decidir que seria el nou cantant del grup. Amb Annihilator ha gravat tres àlbums: All For You, Schizo Deluxe i Metal. En aquests àlbums Padden només ha participat com a cantant. Tot i això, des de l'any 2006, en els concerts del grup, ell també toca la guitarra rítmica.

## Silent Strain
A més d'haver estat el cantant d'Annihilator, l'any 2006 va cofundar el grup de thrash metal industrial Silent Strain. En aquest grup només canta.
El 2 de juny de 2015, es va anunciar que Dave havia renunciat a Annihilator el desembre de 2014.